# Народные вести (газета, Хорватия)

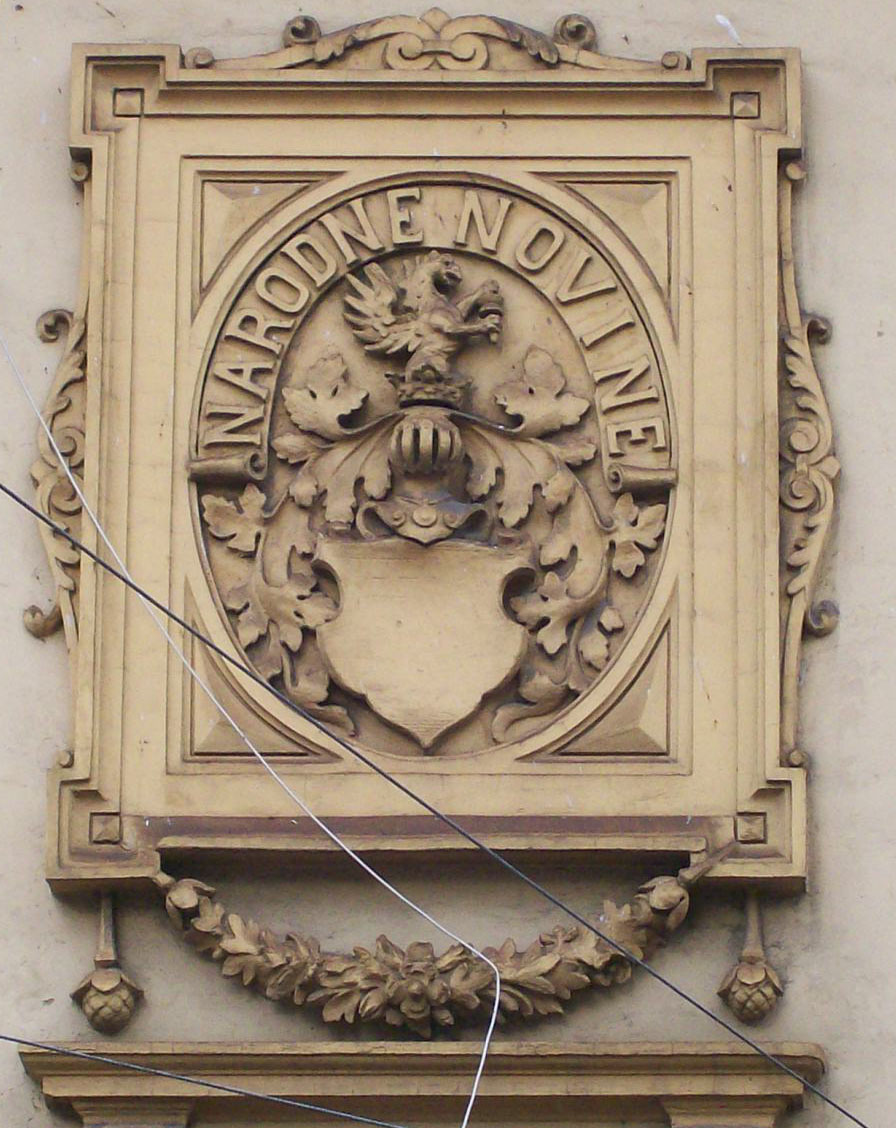
Знак газеты «Народные вести» на улице Франкопанской в Загребе

Народные вести — официальная газета Республики Хорватия, доступный также в электронном виде. Преемником стала газета Novine Horvatzke, которая вместе с еженедельным литературным приложением Danica Horvatzka, Slavonska i Dalmatinska была начата Людевитом Гаем 6 декабря 1835 года. Сначала они издавались на кайкавском языке, а с 1838 года — на штокавском. По политическим причинам название менялось несколько раз:
- Иллирийская национальная газета (1836 – 1843),
- Официальная газета (1843 – 1844),
- Хорватско-славянско-далматинские газеты (1844 – 1847),
- Далматинско-хорватско-славонские газеты (1847 – 1849),
- Официальная газета (1849 – 1853)
- Газета «Императорская и королевская служба» (1853 – 1861),
- Народные вести (1861 – по настоящее время).

## Важность
Согласно статье 89 Конституции Республики Хорватия, а также принимая во внимание один из основных принципов права ignorantia iuris nocet (от лат. незнание не освобождает от ответственности), до вступления в силу законов и других нормативных актов государственных органов они публикуются в Народных вестях.
Помимо законов и других актов хорватского парламента, «Народные вести» публикуют постановления и другие акты правительства Республики Хорватия, постановления, распоряжения, инструкции, изданные компетентными министрами, решения Конституционного суда Республики, назначения и увольнения государственных должностных лиц, послов и другие акты государственных учреждений. Также в специальном разделе (Народные вести - Международные соглашения) публикуются международные соглашения, заключенные Республикой Хорватия.
«Народные вести» издается одноименным издательско-полиграфическим и торговым предприятием «Narodne novine d.d.», которое на протяжении пятидесяти лет занимается производством печатной продукции и изданием народных вестей Республики Хорватия. Кроме того, они издают книги, журналы и мультимедийную продукцию. В их программе более 3000 различных видов печатной продукции.

## История газеты

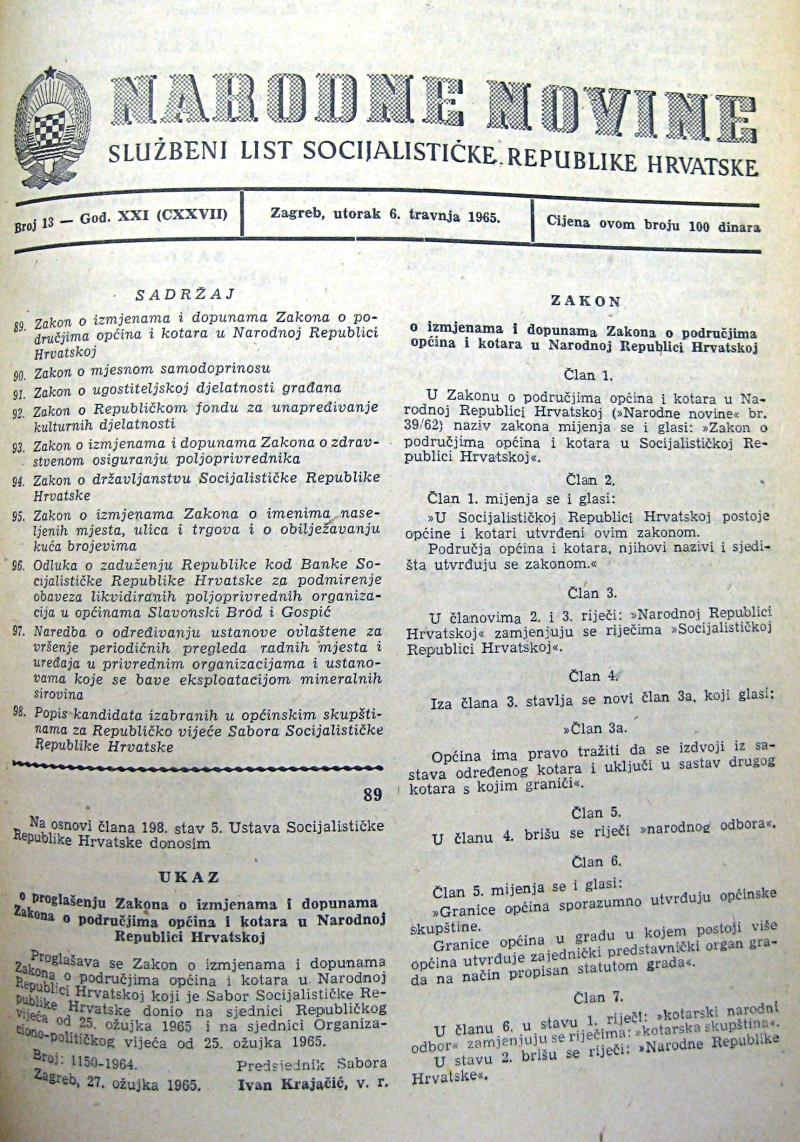
Официальный вестник №. 13/1965. от 6 апреля 1965 г.

Современная газета «Narodne novine» ведёт своё начало от газеты, которая начала выходить в 1835 году под названием «Novine Horvatzke». Издателем и редактором был Людевит Гай. Это была первая газета в Загребе на хорватском языке. Вместе со вторым номером Novine Horvatzki (10 января) выходит литературное приложение: Danicza horvatzka, slavonzka y dalmatinzka. В следующем году название было изменено на Novine ilirske, а после запрета иллирийского названия в 1843 году — на Narodne novine. (См. Иллиризм)
Ключевой поворотный момент произошел в начале 1850 года: Гай, отказавшийся от своих прежних политических взглядов и ставший слугой тогдашнего абсолютистского режима, добился того, чтобы газета стала официальной газетой Хорватии и Славонии на хорватско-иллирийском языке. Газета стала публиковать официальные правительственные документы, а также другие газетные и литературные произведения. Однако в последующие годы власти были недовольны многочисленными опубликованными статьями из-за распространения «национал-сепаратистской ненависти» и т. п., поэтому сам Гай некоторое время провел в тюрьме. Однако, несмотря на все смены режимов и государств в последующие 150 лет, «Народные вести» и по сей день сохранила свою роль официальной газеты региональных и государственных властей. Качество газеты значительно улучшилось, когда в 1856 году главным редактором стал Димитрий Деметер.
В 1868 году Людевит Гай продал Народные вести хорватско-славянскому провинциальному правительству. «Народные вести» продолжают издаваться как преимущественно ежедневная газета, которая умудряется содержать себя за счет собственных доходов; В 1892 году администрация, редакция, типография и экспедиторский отдел переехали в собственный новый дворец на улицу Франкопанская, Загреб.
После государственных изменений в 1918 году «Народные вести» продолжала функционировать как государственная газета, а с 1930 года стала «Официальной газетой Королевской банальной администрации Савского баната»; были официальным печатным органом Бановины Хорватии. Последний номер газеты «Banovina Hrvatska» вышел 9 апреля 1941 года. В нем были опубликованы некоторые указы, основанные на соглашении, по которому Владко Мачек вошел в правительство Симовича. Затем, 11 апреля, были опубликованы «Народные вести» — первый выпуск газеты Государства Хорватия (позднее Независимого государства Хорватия), в котором были опубликованы воззвания Славко Кватерника. В период существования Независимого государства Хорватия все законы и другие нормативные акты, а также другие важные решения правительства публиковались в «Народных вестях».
После распада Независимого государства Хорватия они продолжали издаваться как «Народные вести Федеративной Хорватии» (позднее СР Хорватия), а затем, после отказа от социалистического названия, в июле 1990 года, как «Народные вести Республики Хорватия».